# David Reutimann
David Reutimann, född 2 mars 1970 i Zephyrhills i Florida, är en amerikansk före detta racerförare.

## Racingkarriär
Reutimann slog igenom sent i sin karriär, efter att ha gjort sin debut på Nascar-nivå som 32-åring 2002 i Busch Series. Han blev en av seriens stabilare förare, och krönte sin karriär i serien med en andraplats 2007, innan han fick kontrakt att köra med Michael Waltrip Racing i Sprint Cup för 2008, där han blev tjugotvåa. Han vann sin första seger i Nascar Sprint Cup säsongen 2009 i det prestigefyllda Coca-Cola 600 på Charlotte, sedan loppet avbrutits på grund av regn.

## Team

### Nascar Cup Series
- 2003 – Morgan McClure Motorsports
- 2005, 2007–2011 – Michael Waltrip Racing
- 2012–2013 – BK Racing
- 2012 – Tommy Baldwin Racing
- 2012 – Phoenix Racing
- 2012 – Team Xtreme Racing
- 2014 – Front Row Motorsports

### Nascar Xfinity Series
- 2002–2004 – Nemco Motorsports
- 2005–2011 – Michael Waltrip Racing
- 2006 – Fitz Motorsports
- 2009–2010 – Turner Motorsports
- 2011 – Rusty Wallace Inc
- 2012 – Mike Harmon Racing (Endast loppet Ford EcoBoost 300 på Bristol Motor Speedway. Reutimann lyckades inte kvala in.)

### Nascar Gander Outdoors Truck Series
- 2004–2006 – Darrell Waltrip Motorsports
- 2008 – Germain Racing
- 2012 – RBR Enterprises

## Utmärkelser
- 2004 - Nascar Craftsman Truck Series Rookie of the Year